# Bariumhexafluorosilicat
Bariumhexafluorosilicat ist eine chemische Verbindung aus der Gruppe der Fluorosilicate. Sie wurde als Insektizid verwendet.
Bariumhexafluorosilicat ist in der Europäischen Union und in der Schweiz nicht für die Verwendung in Pflanzenschutzmitteln zugelassen.

## Gewinnung und Darstellung
Als in Wasser schwerlösliches Salz fällt Bariumhexafluorosilicat aus Lösungen aus, die Bariumionen (z. B. Bariumchlorid) neben Hexafluorosilicat-Ionen (z. B. Hexafluoridokieselsäure) enthalten.
{\displaystyle \mathrm {BaCl_{2}+H_{2}[SiF_{6}]\longrightarrow Ba[SiF_{6}]\downarrow +2\ HCl} }